# Invasionen av Grenada
Invasionen av Grenada, kodnamn Operation Urgent Fury, skedde den 25 oktober 1983 då Grenada invaderades av USA, Antigua och Barbuda, Barbados, Dominica, Jamaica, Saint Lucia och Saint Vincent och Grenadinerna. 
Bakgrunden var att öns kommunistiska ledare Maurice Bishop (som företrädde partiet New Jewel Movement) hade gripit makten 1979 i en revolution som avsatte den dåvarande auktoritäre premiärministern Eric Gairy, och relationsmässigt hade fört Grenada närmare stater som Sovjetunionen och Kuba. Den 19 oktober 1983 greps i sin tur makten av den likaledes sovjetvänlige Bernard Coard som var Bishops vice premiärminister. I detta läge bad Östkaribiska staters organisation (OECS) USA, Barbados och Jamaica att ingripa vilket ledde till invasionen den 25 oktober. Enligt Barbados och Jamaicas premiärministrar hade dock denna formella önskan begärts av USA.